# Ла Фаџвил (Њујорк)
Ла Фаџвил (енгл. La Fargeville) насељено је место без административног статуса у америчкој савезној држави Њујорк.

## Демографија
По попису из 2010. године број становника је 608, што је 20 (3,4%) становника више него 2000. године.
| Група             | 2000.       | 2010.       |
| Белци             | 560 (95,2%) | 556 (91,4%) |
| Афроамериканци    | 13 (2,2%)   | 2 (0,3%)    |
| Азијати           | 2 (0,3%)    | 2 (0,3%)    |
| Хиспаноамериканци | 1 (0,2%)    | 15 (2,5%)   |
| Укупно            | 588         | 608         |